# Aralaguppe, Chikmagalur
Aralaguppe là một làng thuộc tehsil Chikmagalur, huyện Chikmagalur, bang Karnataka, Ấn Độ.